# Tonio & Julia: Schuldgefühle
Schuldgefühle ist ein deutscher Fernsehfilm von Stefan Bühling aus dem Jahr 2019. Es handelt sich um die dritte Folge der ZDF-Fernsehserie Tonio & Julia mit Maximilian Grill und Oona Devi Liebich in den Hauptrollen.

## Handlung
Nachdem sich Tonio dazu hatte hinreißen lassen Julia wie in ihrer Jugendzeit in den Arm zu nehmen und zu küssen, plagen in Schuldgefühle. Als katholischer Pfarrer darf er nun einmal keine Beziehung eingehen. Um nicht erneut in Versuchung zu geraten, hat er sich deshalb gegen die Einstellung von Julia als neue Familientherapeutin bei der St.-Sixtus-Gemeinde ausgesprochen. Julia ist zunächst sauer und überlegt sich eventuell als Therapeutin selbstständig zu machen, wie sie es in Berlin bereits erfolgreich praktiziert hatte.
Mit dem Abstand zueinander klappt es zunächst nicht so schnell, denn Tonio und Julia werden Zeugen eines Unfalls und müssen Erste Hilfe leisten. Der 18-Jährige Ben Massinger ist nach einer Party im angetrunkenen Zustand mit stark überhöhter Geschwindigkeit gegen einen Baum gefahren. Schwer verletzt wird Ben in die Klinik gebracht. Julia muss sich am nächsten Tag um Bens Ex-Freundin Nele kümmern. Sie gibt sich die Mitschuld an dem Unfall, weil sie sich mit Ben gestritten und er deshalb fluchtartig die Party verlassen hatte. Aufgrund der schweren Verletzungen sind Bens Zukunftspläne von einer Profi-Eishockeykarriere zerstört. Bens Vater trifft das besonders hart, weil er selber seinen Sohn trainiert hatte und ebenfalls aktiver Sportler war. Tonio sucht das Gespräch mit Bens Eltern und versucht ihnen beizustehen. Nachdem Ben ein Bein amputiert werden muss, macht auch noch Bens Mutter Nele massive Vorwürfe. Julia hätte dies gern verhindert, konnte aber nicht reagieren, weil Tonio sie über die Amputation nicht unterrichtet hatte. Julia und Tonio sind sich darüber einig, sich zukünftig besser miteinander abzustimmen. Sowohl die Eltern als auch Nele drohen sonst an der Schuldfrage zu zerbrechen. Als Nele plötzlich verschwunden ist, macht nun ihre Mutter Eva Massinger Vorwürfe. Julia und Jette Kaufmann machen sich gemeinsam auf die Suche nach dem Mädchen und finden sie schließlich total betrunken am See.
Nach einer intensiven Aussprache von Bens Eltern mit Tonio und Julia sehen sie ihre Fehler ein. Bens Mutter hatte stets versucht die Verbindung von Nele und Ben zu verhindern. Nun lenkt sie ein und duldet Nele auch am Krankenbett ihres Sohnes. Tonio und Julia sind froh, dass es ihnen gelungen ist die Konflikte der Massingers glätten zu können. Als so „eingespieltes Team“ sollten sie auch weiterhin zusammenarbeiten, darin sind sich beide einig.

## Hintergrund
Der Film wurde vom 5. Juni bis zum 8. August 2018 in München sowie in Bad Tölz und Umgebung gedreht.

## Rezeption

### Einschaltquoten
Der Film wurde bei seiner Erstausstrahlung am 7. März 2019 von 3,50 Millionen Zuschauern gesehen. Dies entspricht einem Marktanteil von 11,1 Prozent für das ZDF.

### Kritiken
Rainer Tittelbach von tittelbach.tv befand das Werk „filmisch […][als] absolut solide. Die Landschaft wird oft atmosphärisch eingesetzt, nicht als Stimmungsgenerator wie im klassischen Heimatdrama, sondern allenfalls als Stimmungsverstärker. Immer wieder liegen morgendliche Nebelfelder über dem Tölzer Land; aber der Großteil der Szenen findet (im Gegensatz zum Beispiel der Frühling-Reihe) in Innenräumen statt. Rasche Szenenwechsel oder Parallelmontagen sorgen allerdings dafür, dass die Anmutung insgesamt eher abwechslungsreich statt steril wirkt.“
Für die Frankfurter Rundschau schrieb Tilmann P. Gangloff: „Stefan Bühling hat ‚Schuldgefühle‘ zwar nicht wie einen Krimi inszeniert, aber emotional ist die Geschichte durchaus fesselnd, zumal das Titelduo am Ende fürchten muss, Nele könnte sich aus lauter Gram etwas antun. Filmisch ist ‚Schuldgefühle‘ dagegen enttäuschend.“
Martin Seng von Quotenmeter.de urteilte: „Der Familienkonflikt wirkt nur wenig glaubhaft und die Charakterkonstellationen machen einen sehr gekünstelten Eindruck, so als ob man auf Biegen und Brechen eine Auseinandersetzung heraufbeschwören wollte. Noch dazu ist so mancher Dialog kontraproduktiv, denn Sätze wie ‚Warum lässt ihr Gott so etwas zu?‘ sind nicht nur klischeehaft, sondern auch fernab von jeder realistischen Konversationen zwischen erwachsenen Menschen.“ Einzig positiv „ist die malerische bayrische Idylle, die die Kamera von Ralf Mendele gekonnt zu inszenieren weiß.“ „Letztendlich ist ‚Tonia & Julia: Schuldgefühle‘ ein sehr zurückhaltender Fernsehfilm, der sich an den richtigen Stellen durchaus mehr hätte herausnehmen könnte.“